# Salisbury (Missouri)
Salisbury is een plaats (city) in de Amerikaanse staat Missouri, en valt bestuurlijk gezien onder Chariton County.

## Demografie
Bij de volkstelling in 2000 werd het aantal inwoners vastgesteld op 1726.
In 2006 is het aantal inwoners door het United States Census Bureau geschat op 1614, een daling van 112 (-6,5%).

## Geografie
Volgens het United States Census Bureau beslaat de plaats een oppervlakte van
3,5 km², geheel bestaande uit land. Salisbury ligt op ongeveer 224 m boven zeeniveau.

## Plaatsen in de nabije omgeving
De onderstaande figuur toont nabijgelegen plaatsen in een straal van 24 km rond Salisbury.